# Рауль I де Гин

Графство Гин в середине XII века
Территория графства Гин
Прочие территории Фландрского графства
Англо-Нормандская монархия
Владения графов Вермандуа
Церковные земли

Родольф (Рауль) I (Rodolphe Ier de Guînes), по прозвищу le Colvékerliens или le Massuiers («Дубиночник») (ок. 992 — 30 мая 1036) — граф Гина.
Сын графа Ардольфа I и его жены Матильды Булонской.
Согласно историческим справочникам L’Art de vérifier les dates, желая поправить финансовое состояние своего княжества, ввёл новые налоги: 1 денье в год с жителя, независимо от пола и возраста, 4 денье за свадьбу и похороны.
Опасаясь народных восстаний, запретил крестьянам носить любое оружие, кроме дубинок, отсюда его прозвище.
Согласно сомнительному свидетельству позднейшего хрониста Ламберта Ардрского, был смертельно ранен на турнире в Париже 30 мая 1036 года.
Был женат на Розелле. Она считается дочерью Гуго I, графа де Сен-Поля, существование которого не подтверждается историческими документами. Сын:
- Эсташ (р. ок. 1016, ум. до 1065), граф Гина.